# D'Aguilar Range
D'Aguilar Range är en bergskedja i Australien. Den ligger i delstaten Queensland, omkring 36 kilometer nordväst om delstatshuvudstaden Brisbane.
D'Aguilar Range sträcker sig 64 km i nord-sydlig riktning. Den högsta toppen är Tenison Woods Mountain, 775 meter över havet.
I omgivningarna runt D'Aguilar Range växer i huvudsak städsegrön lövskog. Runt D'Aguilar Range är det ganska glesbefolkat, med 30 invånare per kvadratkilometer. Genomsnittlig årsnederbörd är 1 222 millimeter. Den regnigaste månaden är januari, med i genomsnitt 252 mm nederbörd, och den torraste är september, med 30 mm nederbörd.